# 162. Preis der Diana 2020
Der 162. Preis der Diana 2020 (voller Name 162. Henkel-Preis der Diana – German Oaks) fand am 2. August 2020 auf der Galopprennbahn Düsseldorf-Grafenberg statt. Es gewann die zwar in Deutschland vom Gestüt Etzean gezogene aber in England von Meistertrainer John Gosden trainierte Stute Miss Yoda vom im Besitz von Georg von Opel stehenden Gestüt Westerberg unter Jockey Frankie Dettori. Es war das 162. Rennen des seit 1857 ausgetragenen Preis der Diana. Das Stutenrennen war mit einer Summe von 500.000 € dotiert.
In Folge der Corona-Beschränkungen waren am Diana-Renntag nur 500 Zuschauer zugelassen. In ganz Europa mussten wegen fehlender Zuschauer und in Not geratener Sponsoren die Rennpreise um bis zu 50 % gekürzt werden. Dank der großzügigen Unterstützung durch den Sponsor Henkel konnte aber der Diana-Renntag 2020 als einziger bedeutender Renntag in Europa mit ungekürzten Preisgeldern durchgeführt werden.

## Resultat
| Platz | Pferd            | Nr. | Abstand      | Gewinn    | Besitzer                  | Trainer         | Jockey          | Quote |
| ----- | ---------------- | --- | ------------ | --------- | ------------------------- | --------------- | --------------- | ----- |
| 01    | Miss Yoda        | 11  | leicht       | 300.000 € | Gestüt Westerberg         | John Gosden     | Frankie Dettori | 06,3  |
| 02    | Zamrud           | 06  | 3⁄4 Länge    | 100.000 € | Rennstall Gestüt Hachtsee | S. Steinberg    | A. Crastus      | 10,7  |
| 03    | Virginia Joy     | 04  | Nase         | 050.000 € | Gestüt Auenquelle         | M. Weiß         | Adrie de Vries  | 06,3  |
| 04    | Silence Please   | 07  | 1 ⁄2 Längen  | 027.000 € | G.Barber u.Team Valor     | J. Harrington   | T.Madden        | 05,2  |
| 05    | Kalifornia Queen | 02  | 2 1⁄4 Längen | 013.000 € | Stall Torjäger            | Henk Grewe      | Andrasch Starke | 13,3  |
| 06    | Elle Memory      | 14  | 3⁄4 Länge    | 010.000 € | Gestüt Wittekindshof      | Peter Schiergen | L. Delozier     | 11,8  |
| 07    | Ocean Fantasy    | 05  | Hals         |           | Gestüt Höny-Hof           | J.-P. Carvalho  | J. Mitchell     | 15,2  |
| 08    | Snow             | 09  | 1⁄2 Länge    |           | Gestüt Görlsdorf          | Markus Klug     | M. Pecheur      | 19,8  |
| 09    | For Pleasure     | 15  | 1 ⁄4 Längen  |           | Gestüt Etzean             | Andreas Wöhler  | B. Murzabayev   | 30,1  |
| 10    | No Limit Credit  | 01  | 2 1⁄2 Längen |           | Gestüt Karlshof           | A. Suborics     | D. Vargiu       | 17,0  |
| 11    | Flamingo Girl    | 13  | 1 ⁄2 Längen  |           | Stefan Hahne              | Henk Grewe      | B. Ganbat       | 69,0  |
| 12    | Sister Lulu      | 16  | 5 1⁄2 Längen |           | Stall Simply Red          | Markus Klug     | Martin Seidl    | 39,3  |
| 13    | Tangut           | 10  | 2 Längen     |           | Darius Racing             | Andreas Wöhler  | Cl. Lecoeuvre   | 27,4  |
| 14    | Paloma Ohe       | 08  | 1 ⁄2 Längen  |           | H.D. Jarling              | J. Korpas       | M. Abik         | 97,5  |
| 15    | Moon A Lisa      | 12  | 11 Längen    |           | S. de Barros              | F.-H. Graffard  | Olivier Peslier | 08,0  |

## Bilder der Diana-SiegerinMiss Yoda

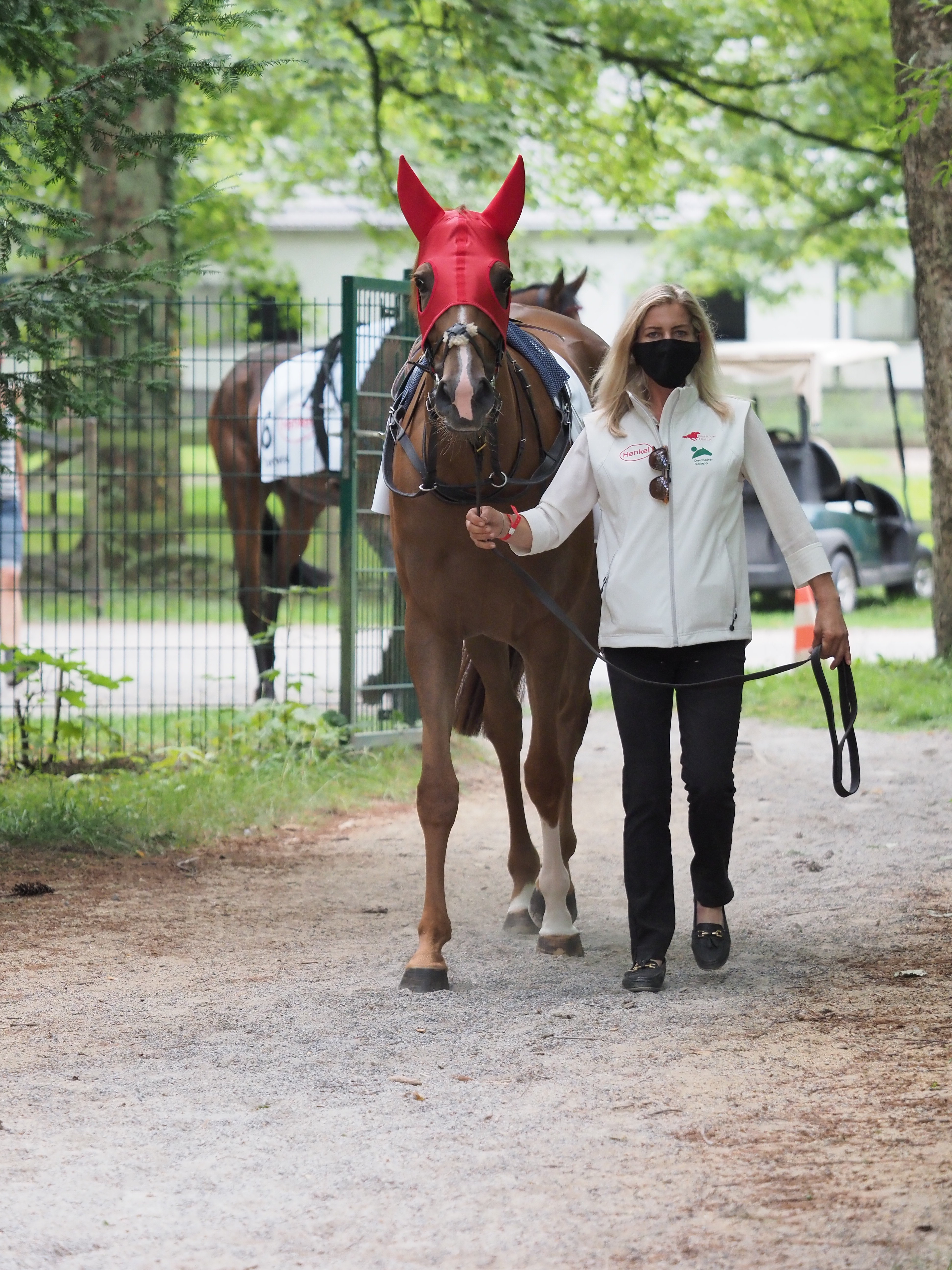
Miss Yoda betritt den Führring
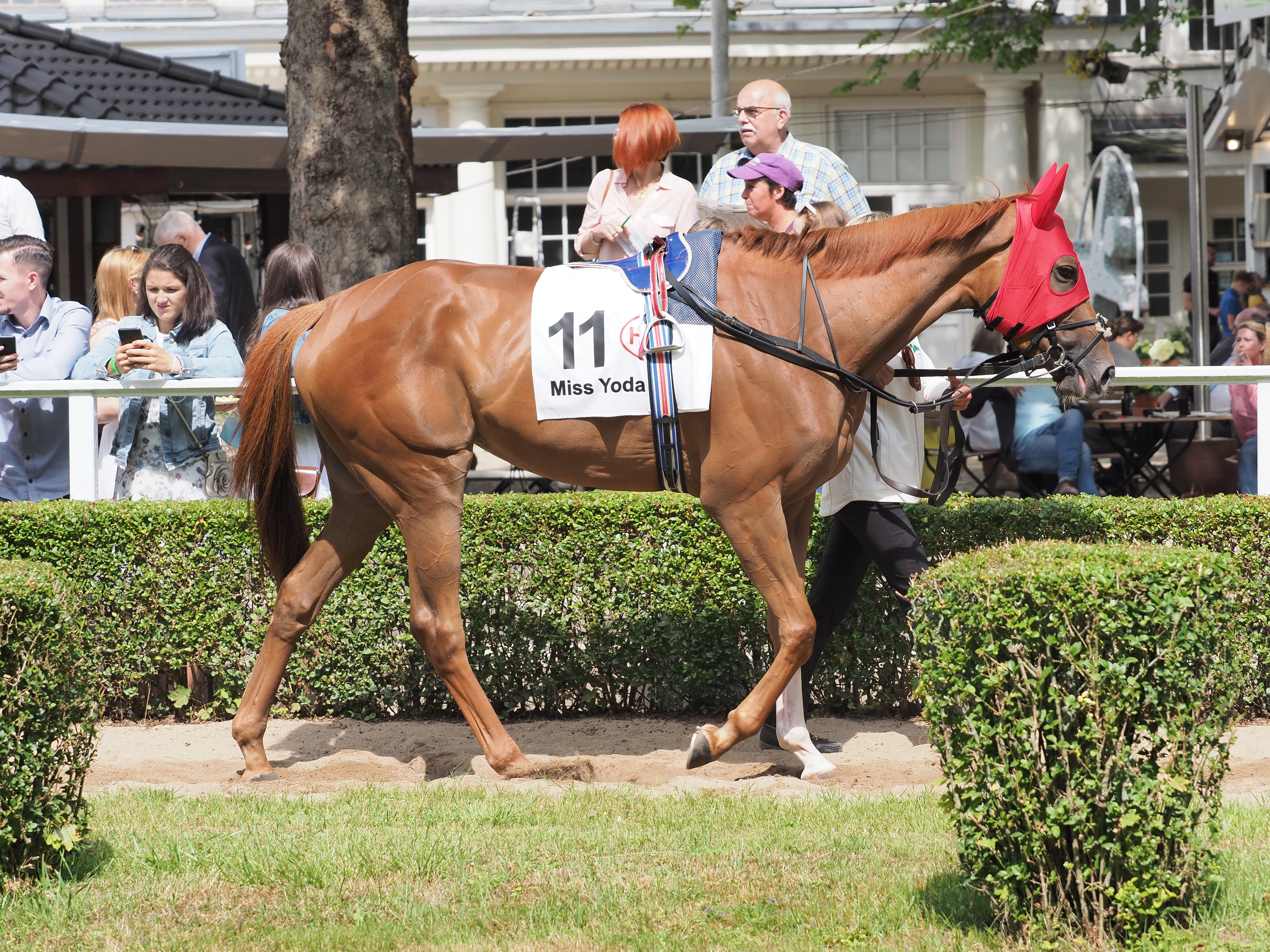
Miss Yoda im Führring
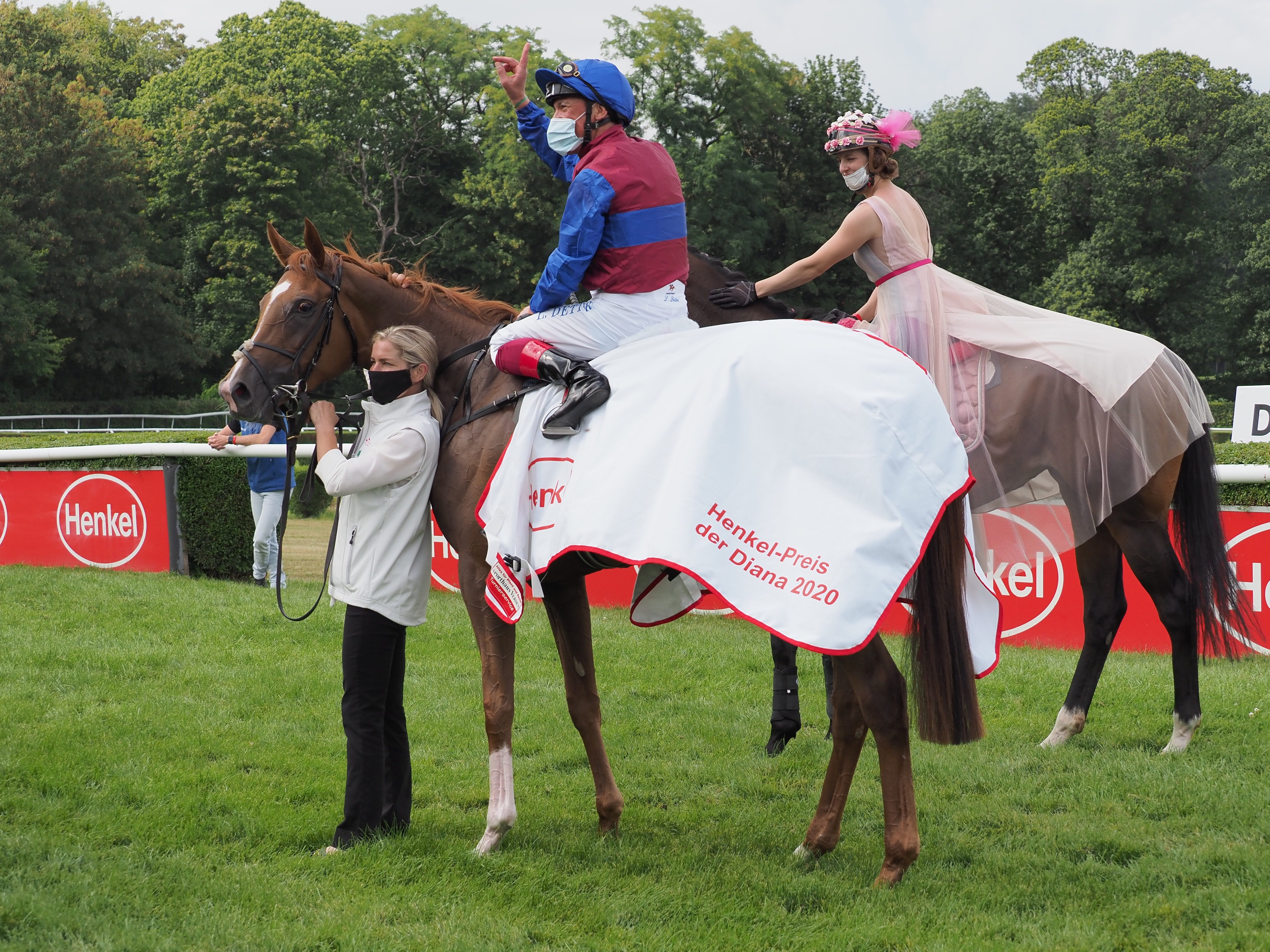
Miss Yoda mit Jockey Frankie Dettori nach dem Rennen auf dem Geläuf
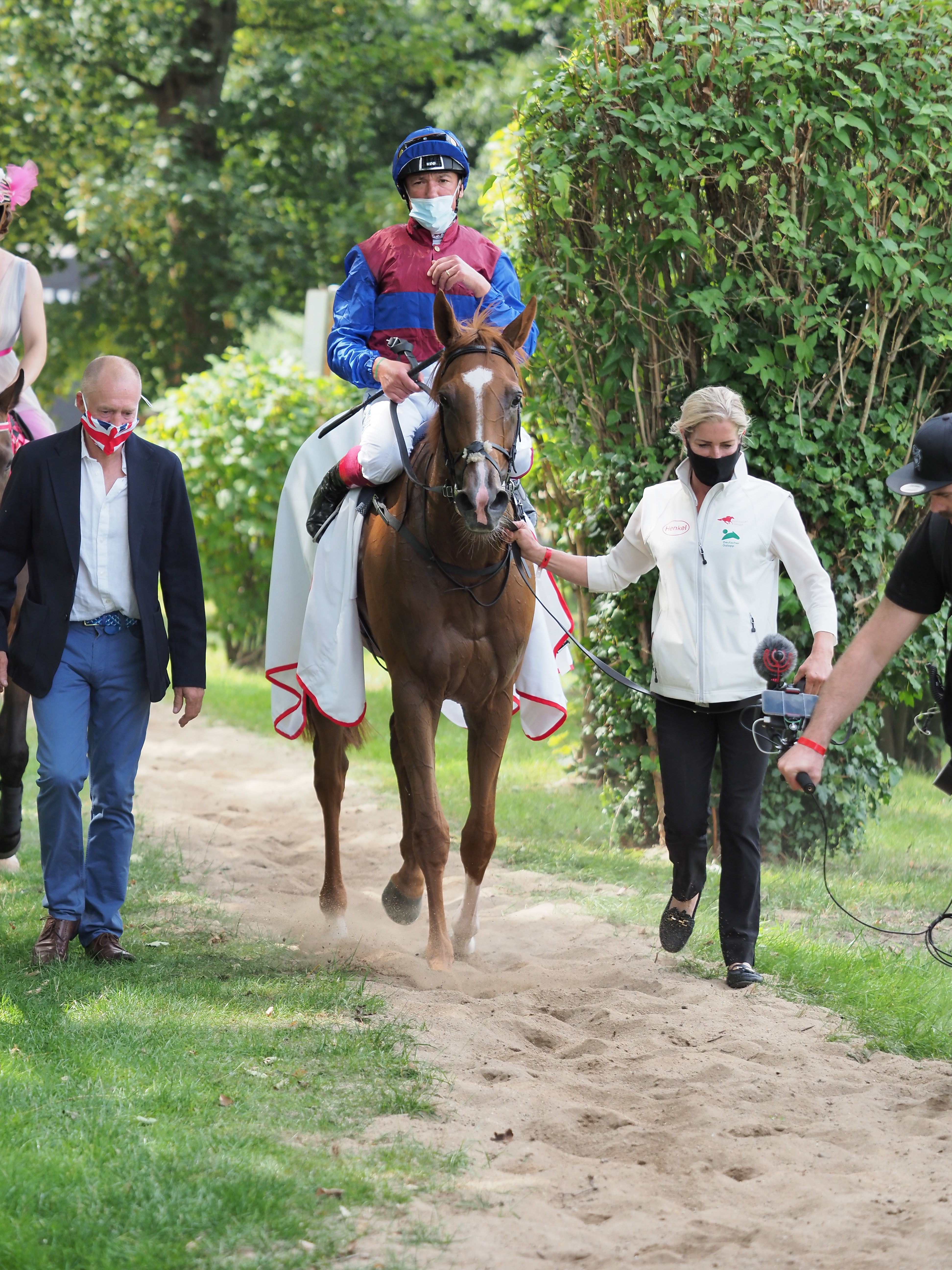
Miss Yoda mit Jockey Frankie Dettori auf dem Weg vom Geläuf zum Absattelring
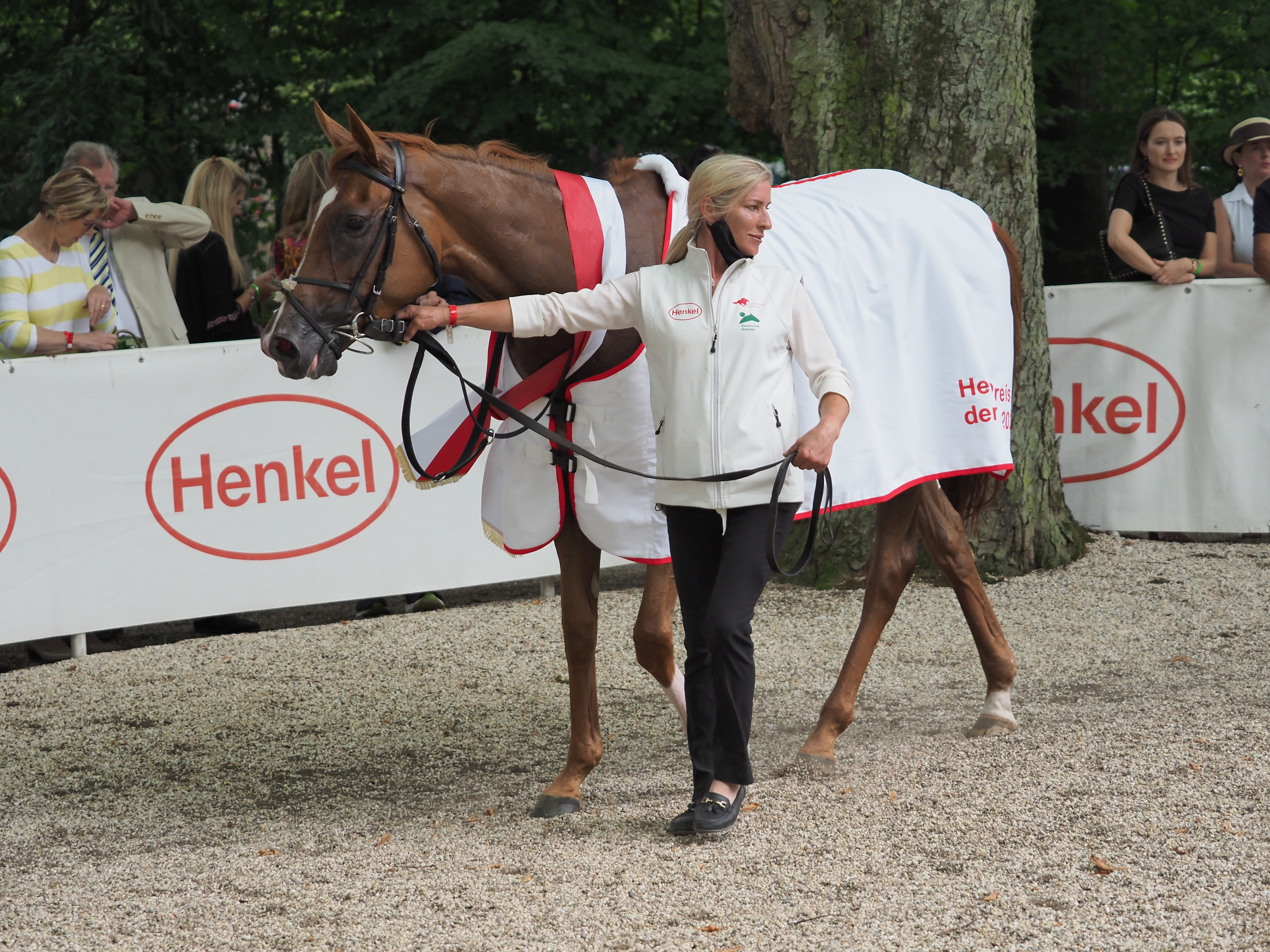
Miss Yoda im Absattelring
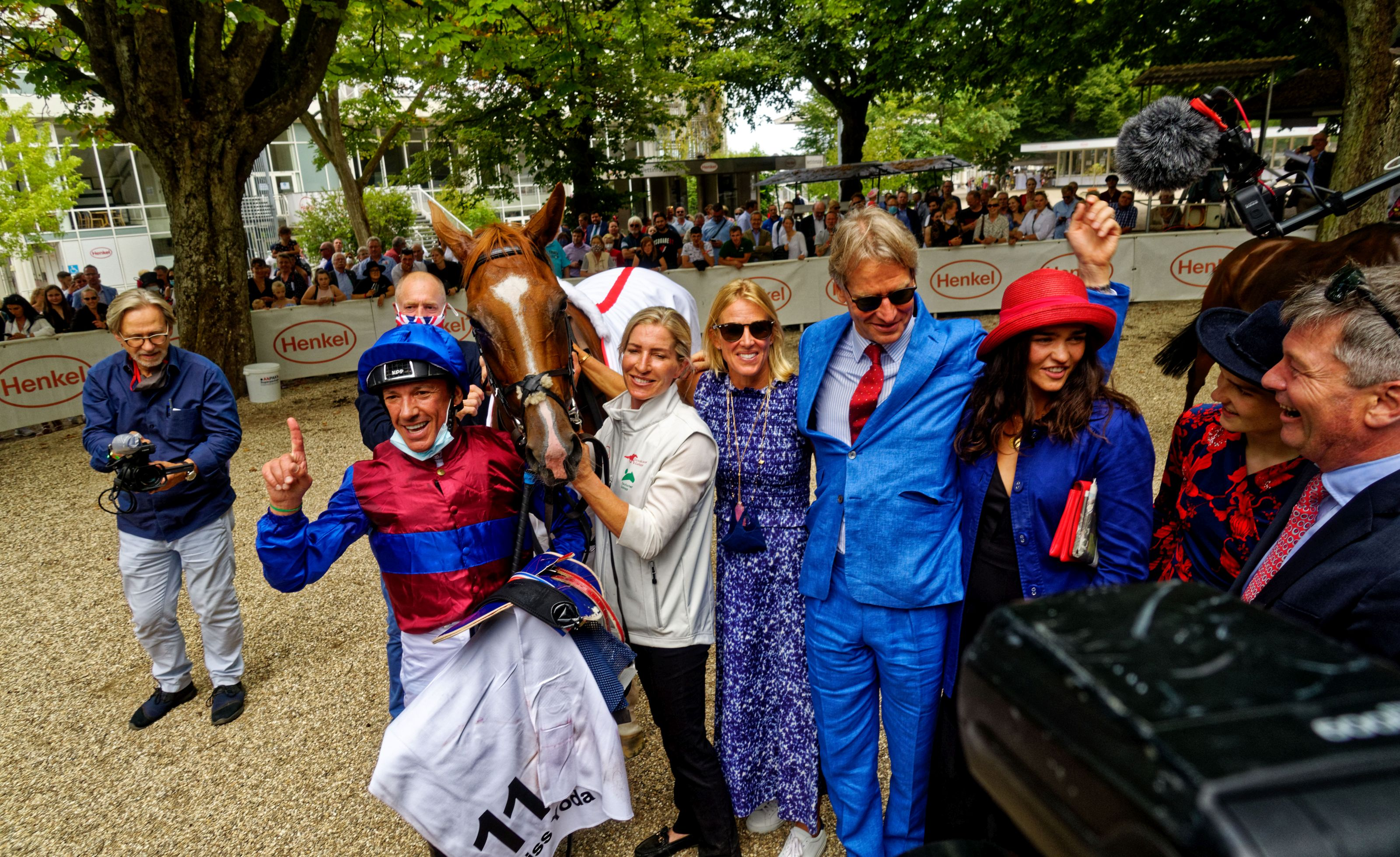
Miss Yoda mit dem Siegerteam im Absattelring

## Bilder der platzierten Pferde

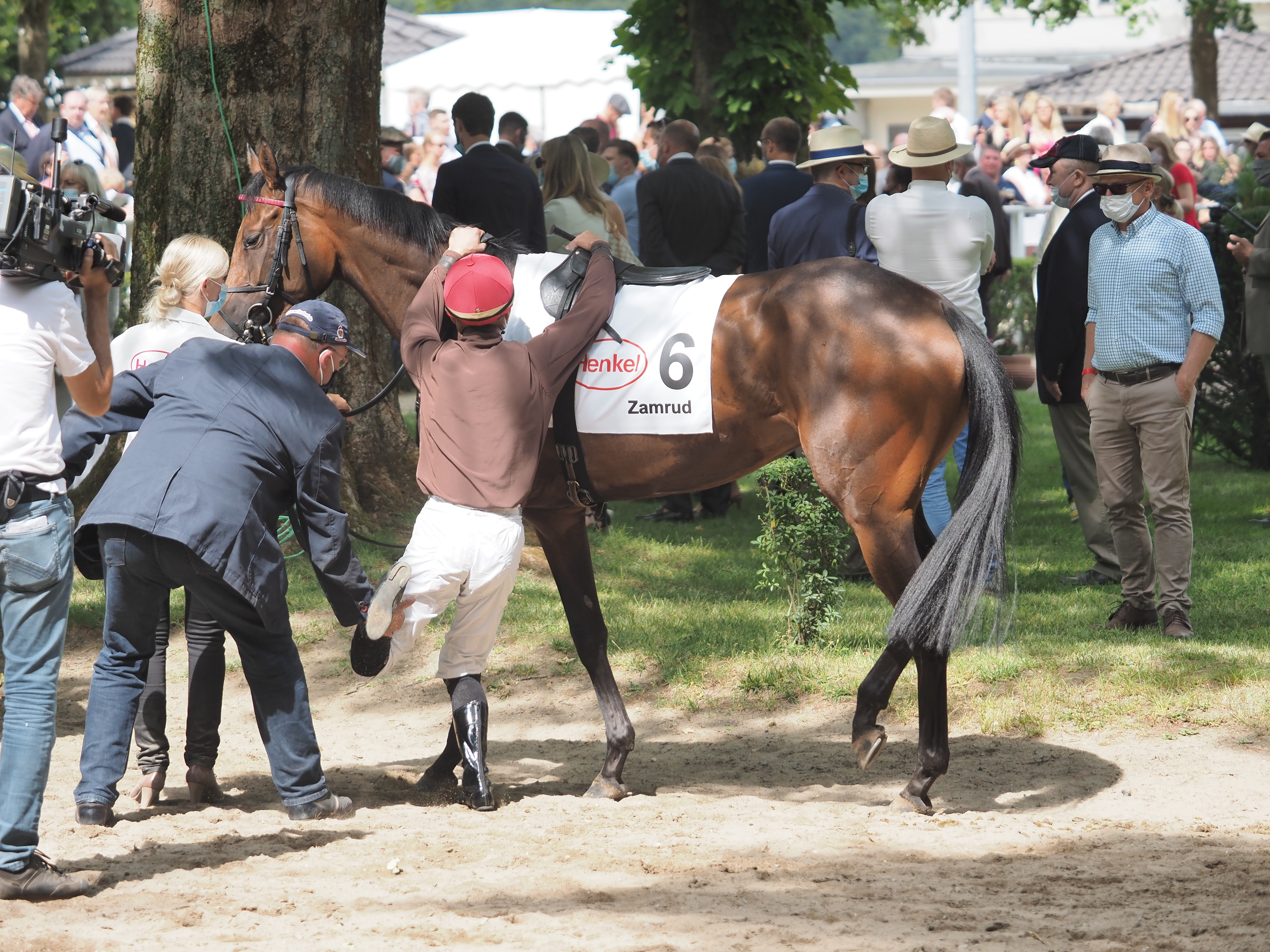
Zamrud
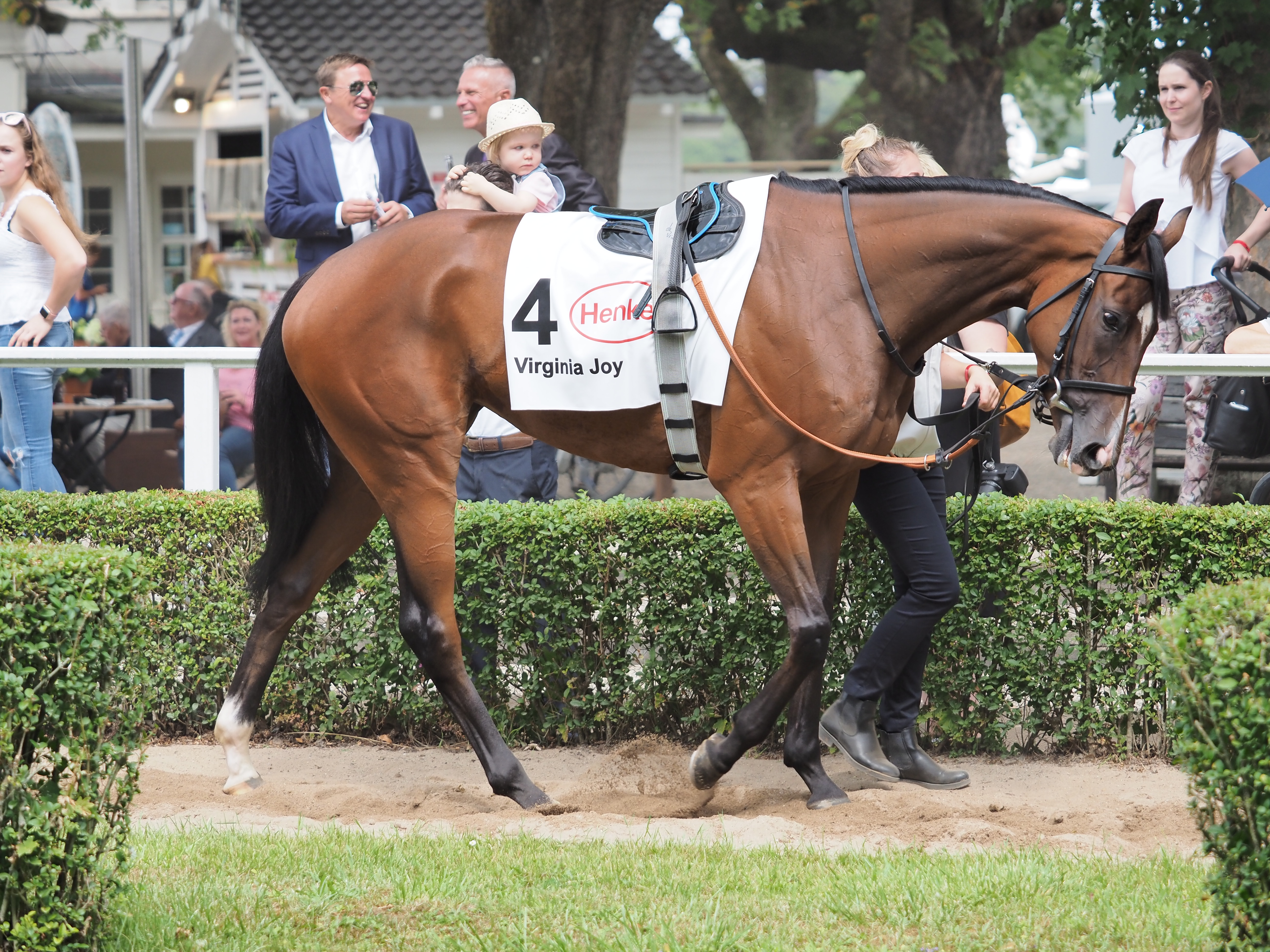
Virginia Joy
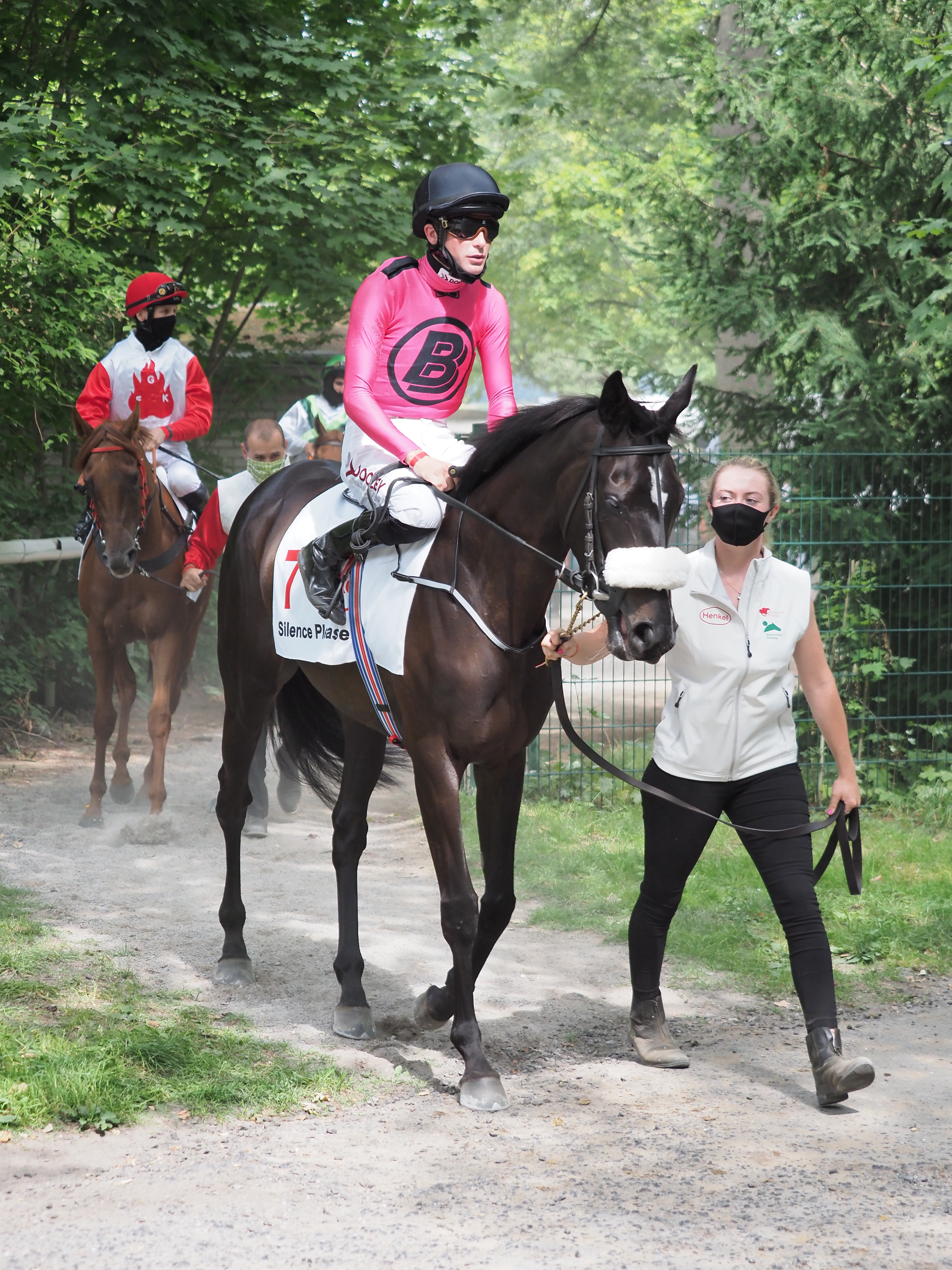
Silence Please
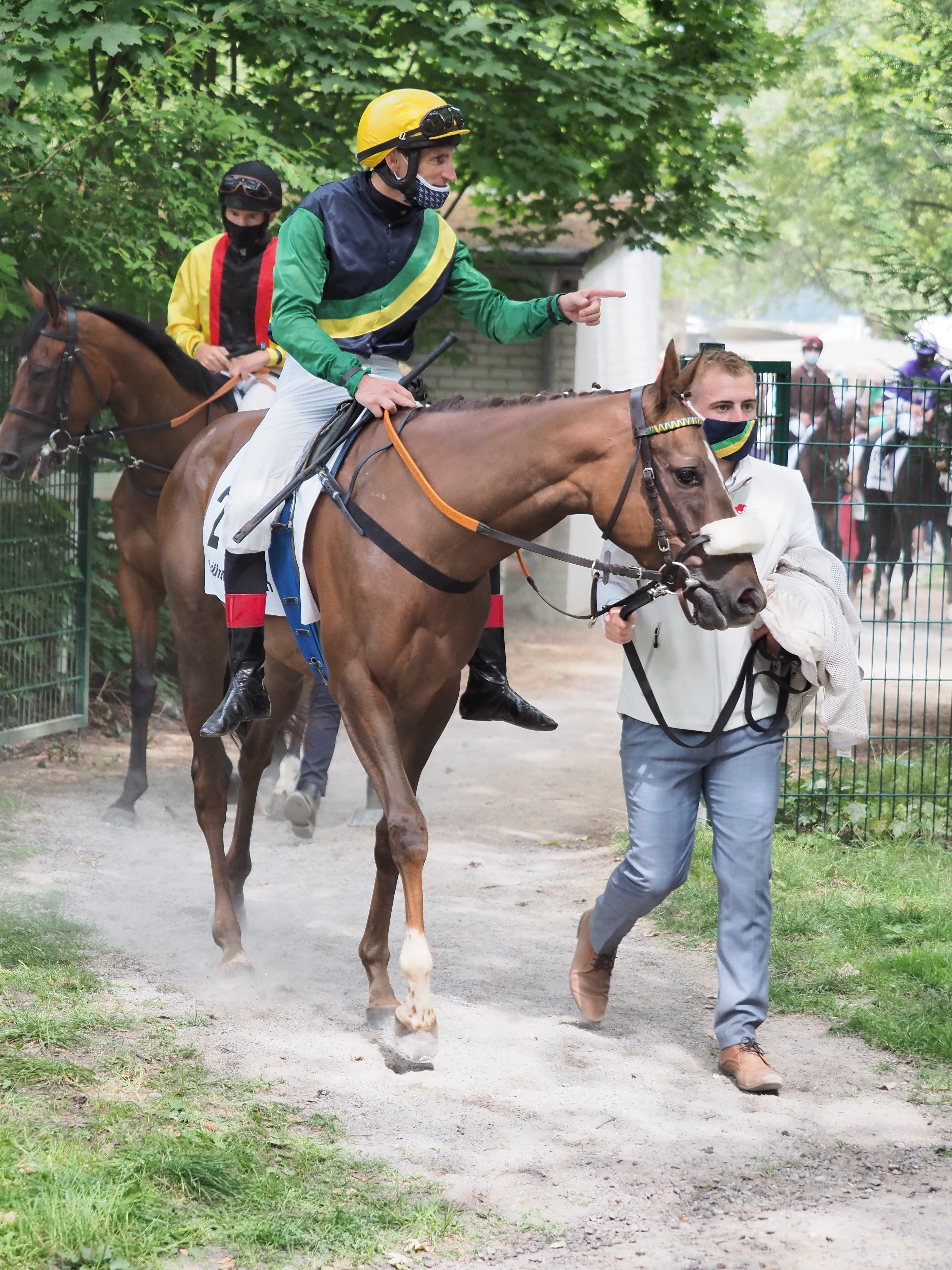
Kalifornia Queen
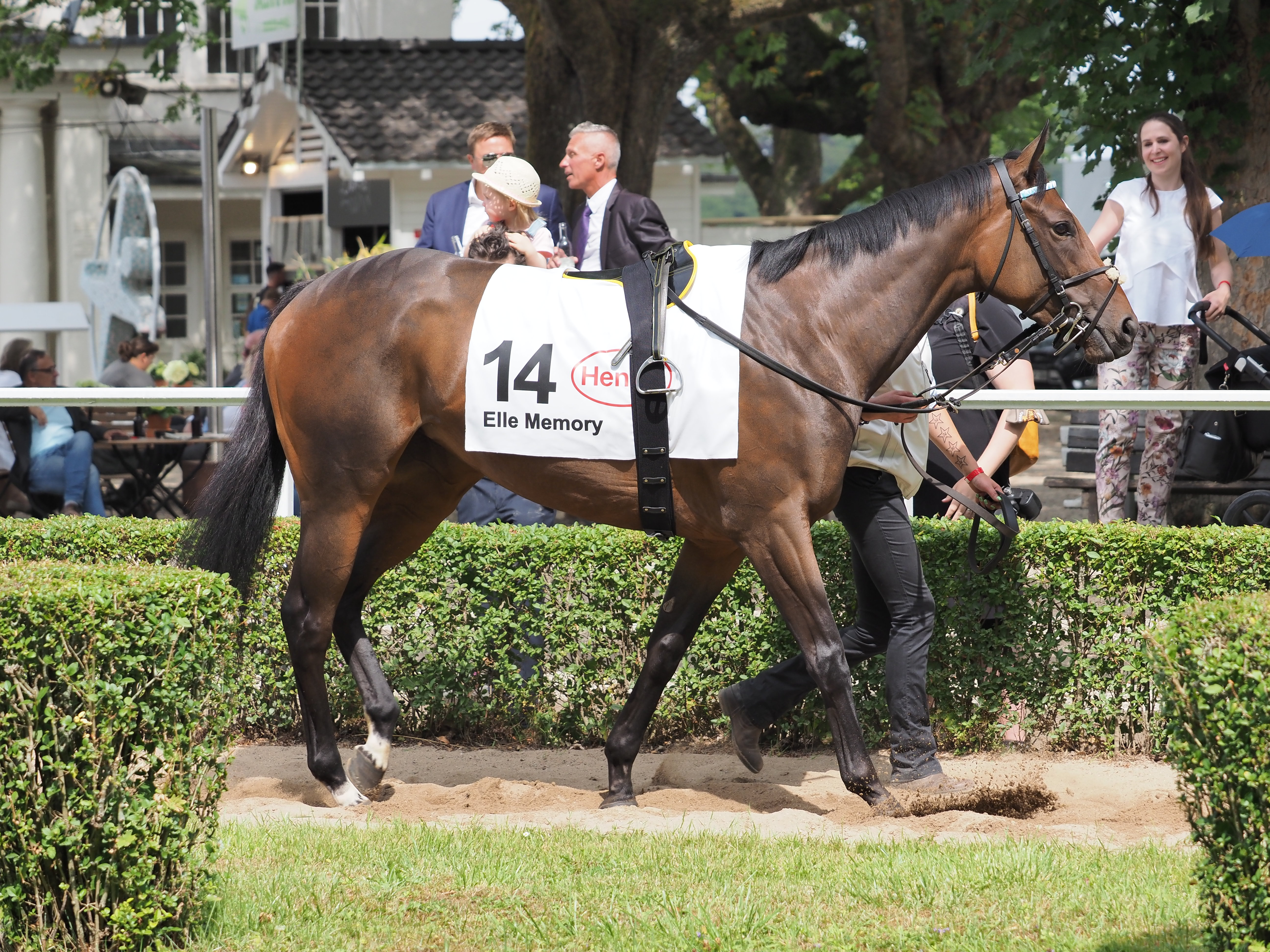
Elle Memory

## Bilder vom Rennen

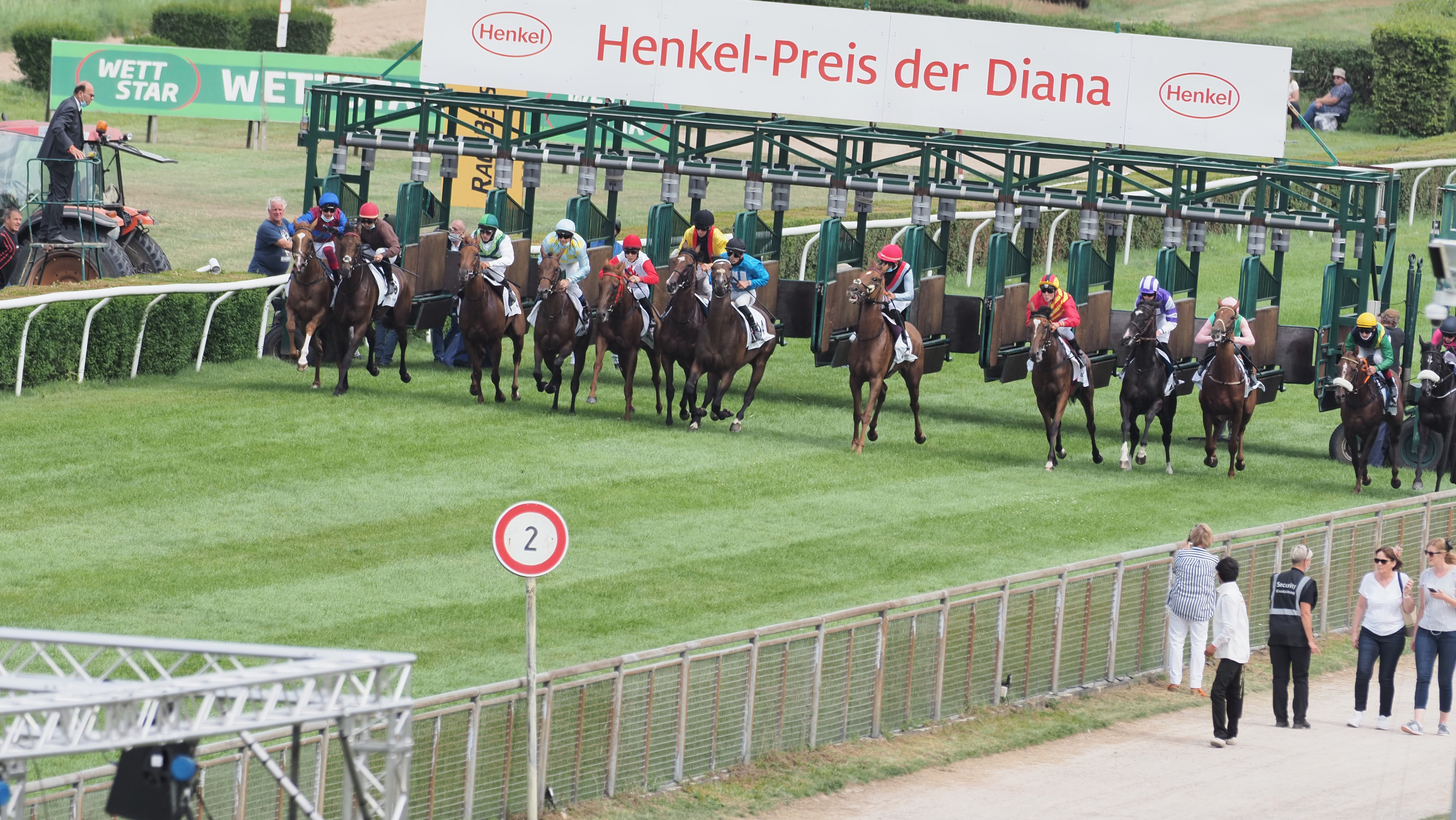
Start
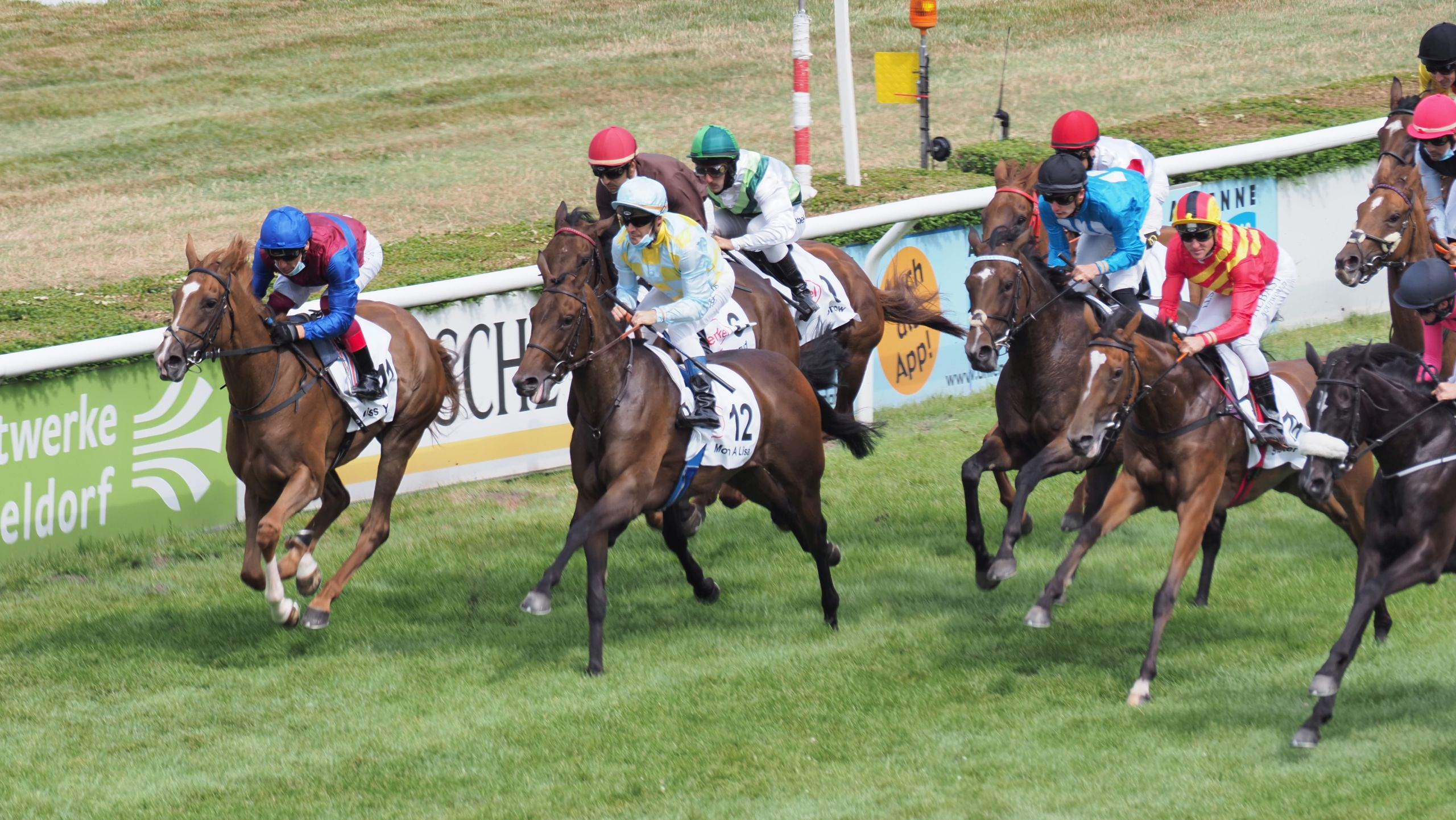
Das Feld sortiert sich nach dem Start
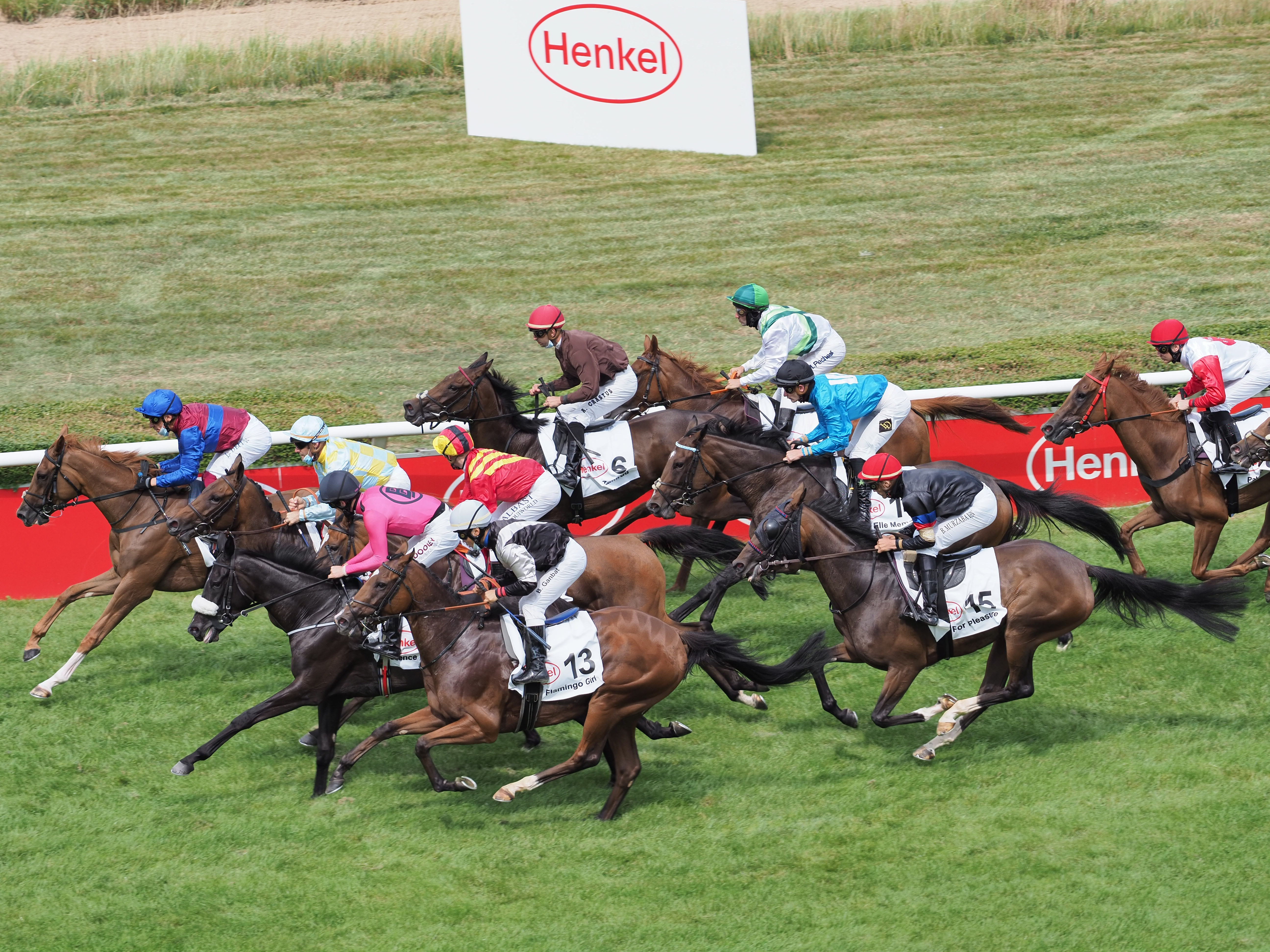
Miss Yoda führt vor Moon A Lisa, Silence Please und Flamingo Girl
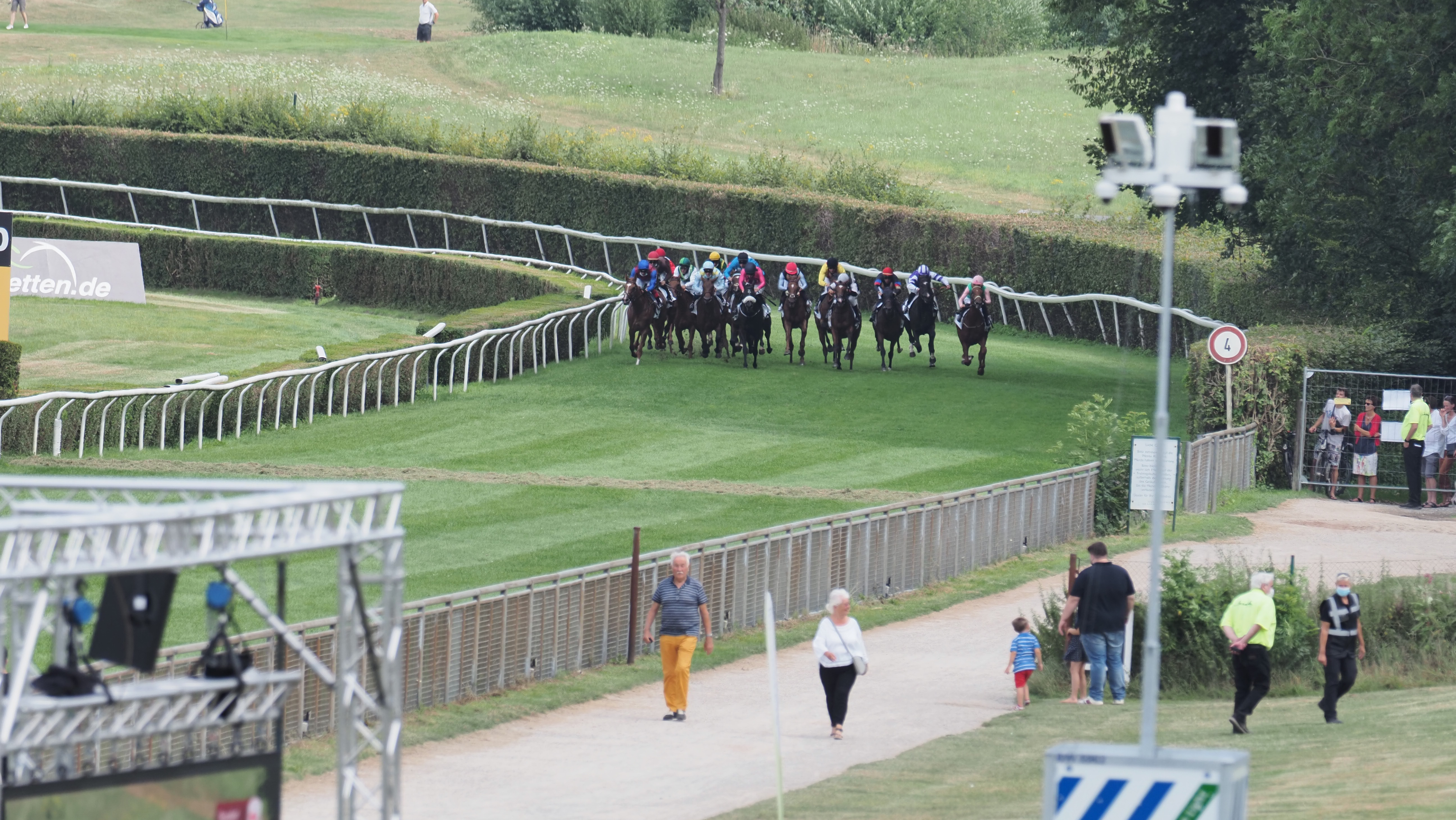
Die Pferde biegen auf die Zielgerade ein
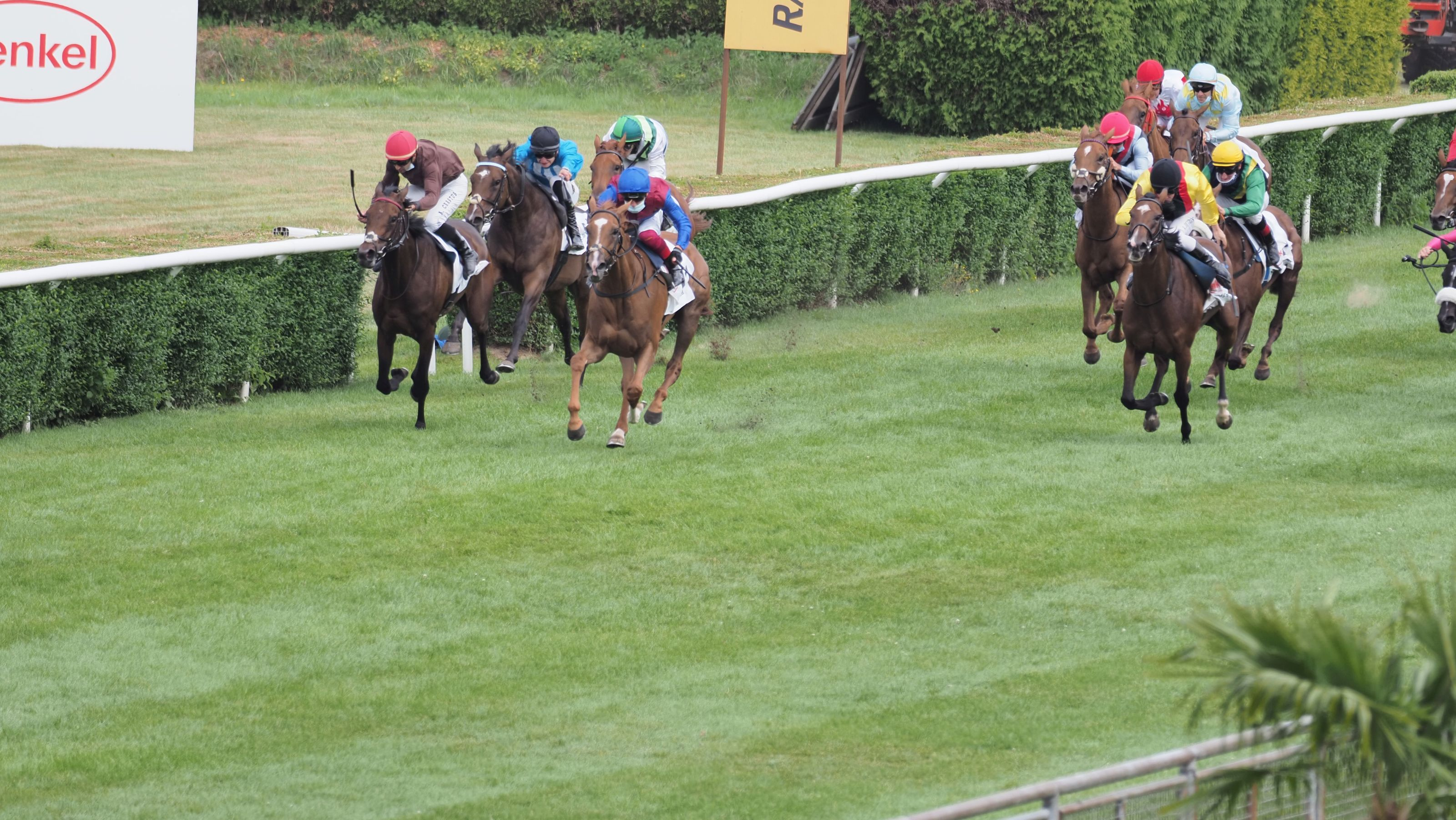
Mitte der Zielgerade hat sich das Trio Miss Yoda, Zamrud, Elle Memory, Snow etwas abgesetzt, Virginia Joy schiebt sich heran
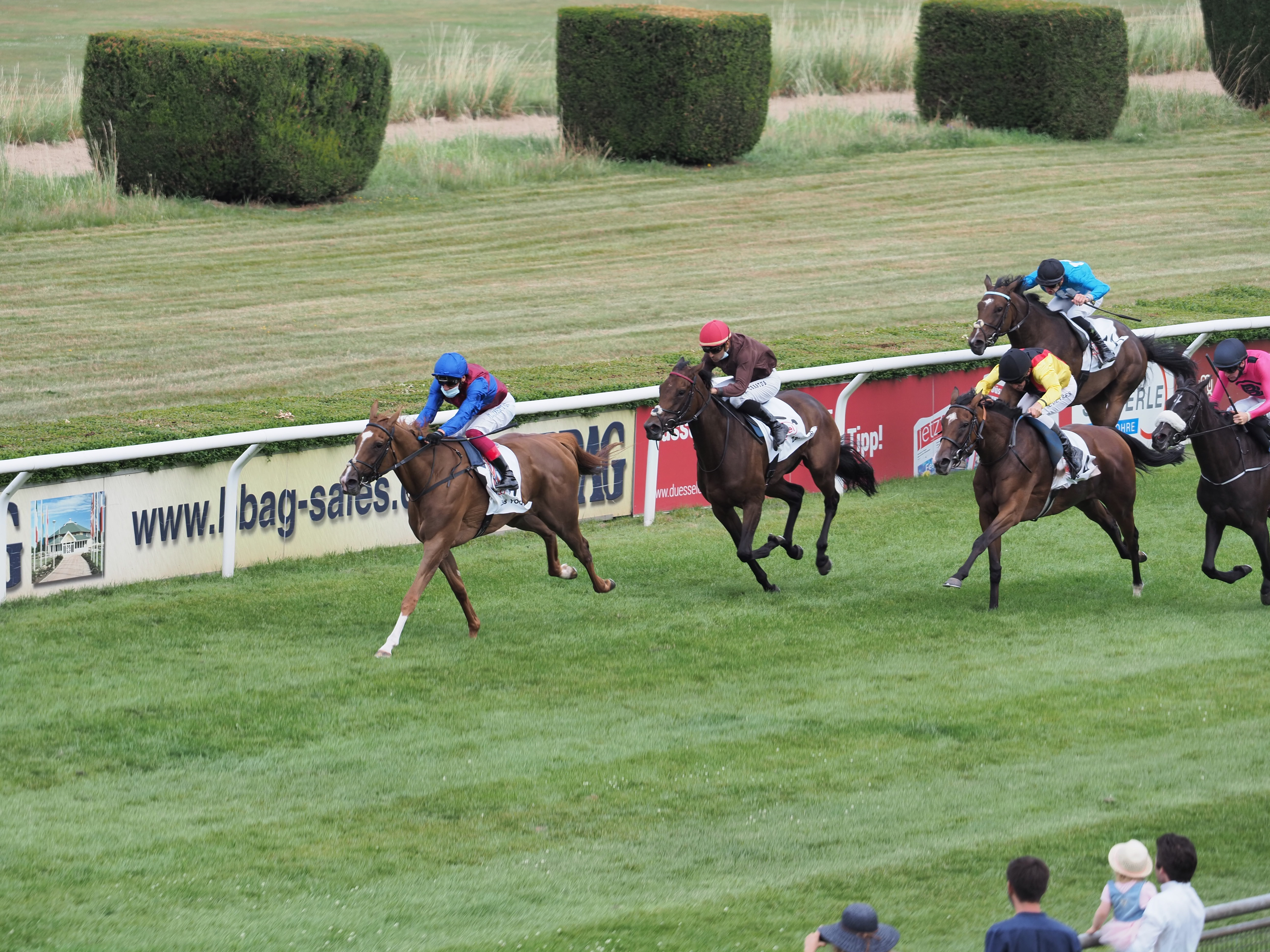
Wenige hundert Meter vor dem Ziel kann sich Miss Yoda von Zamrud absetzen, die wiederum von Virginia Joy angegriffen wird
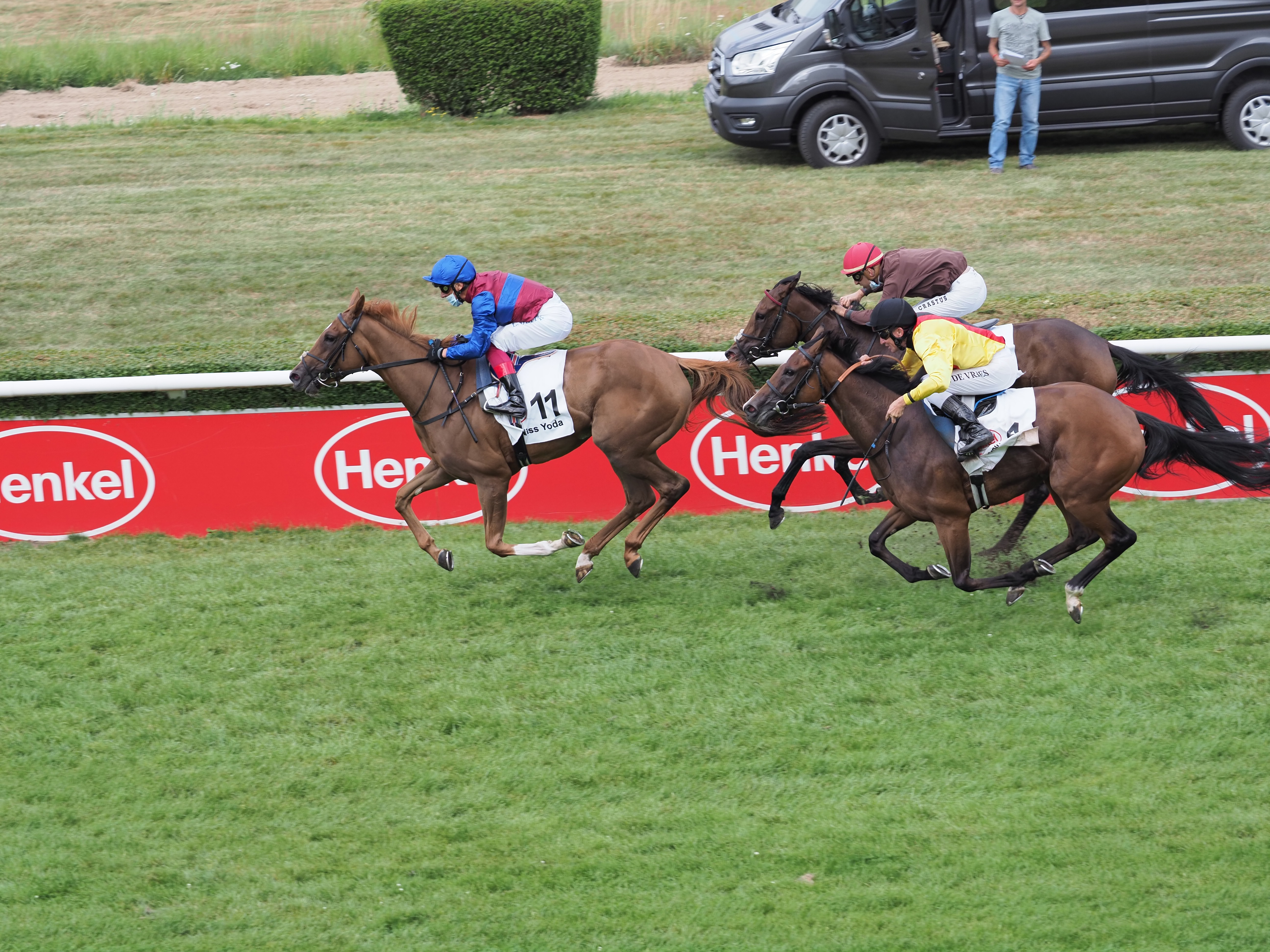
Hundert Meter vor dem Ziel führt Miss Yoda klar vor Zamrud und Virginia Joy, die erbittert um den zweiten Platz kämpfen.
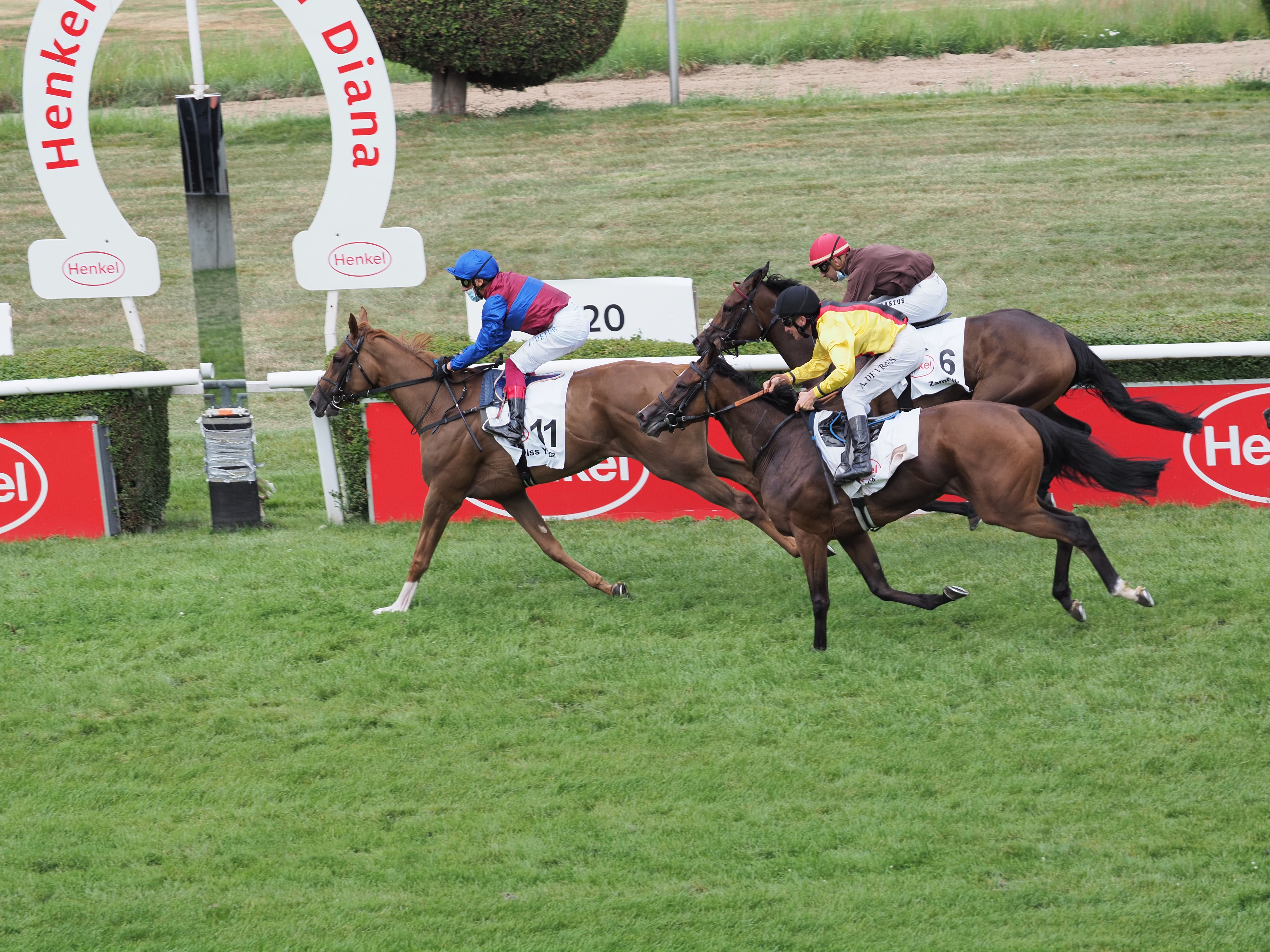
Unmittelbar vor dem Ziel führt Miss Yoda klar vor Zamrud und Virginia Joy

## Bilder von der Siegerehrung

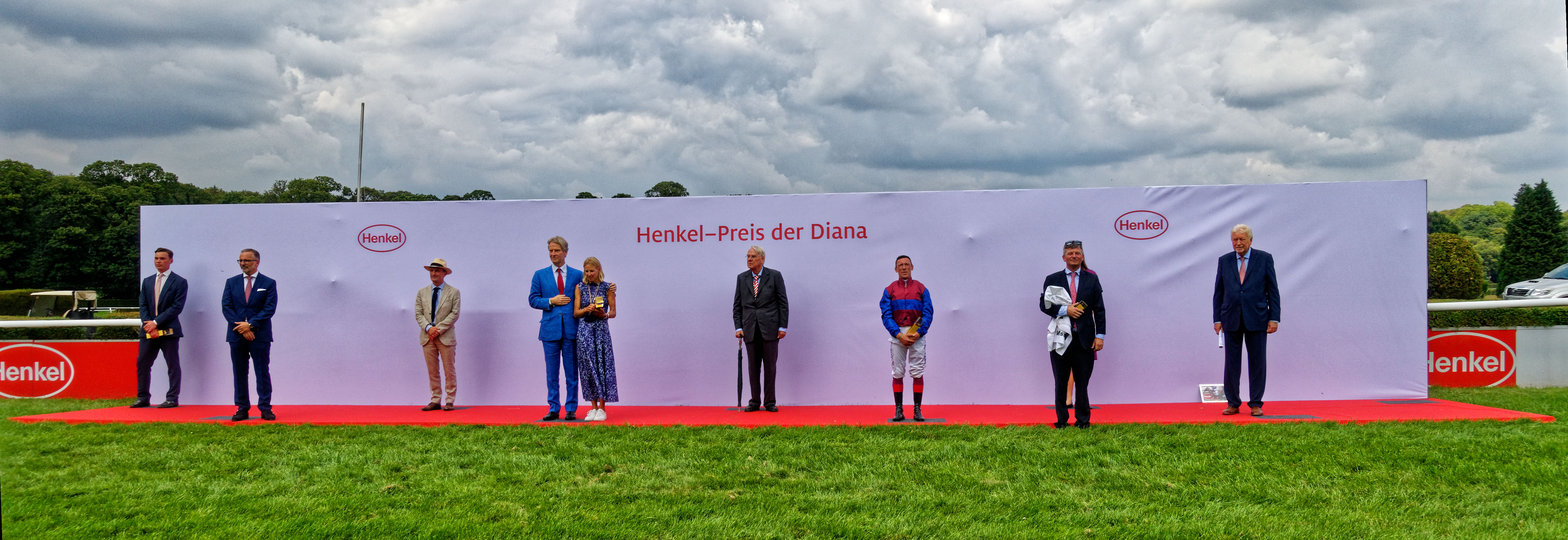
Siegerehrung auf dem speziell angefertigten Corona-Podest
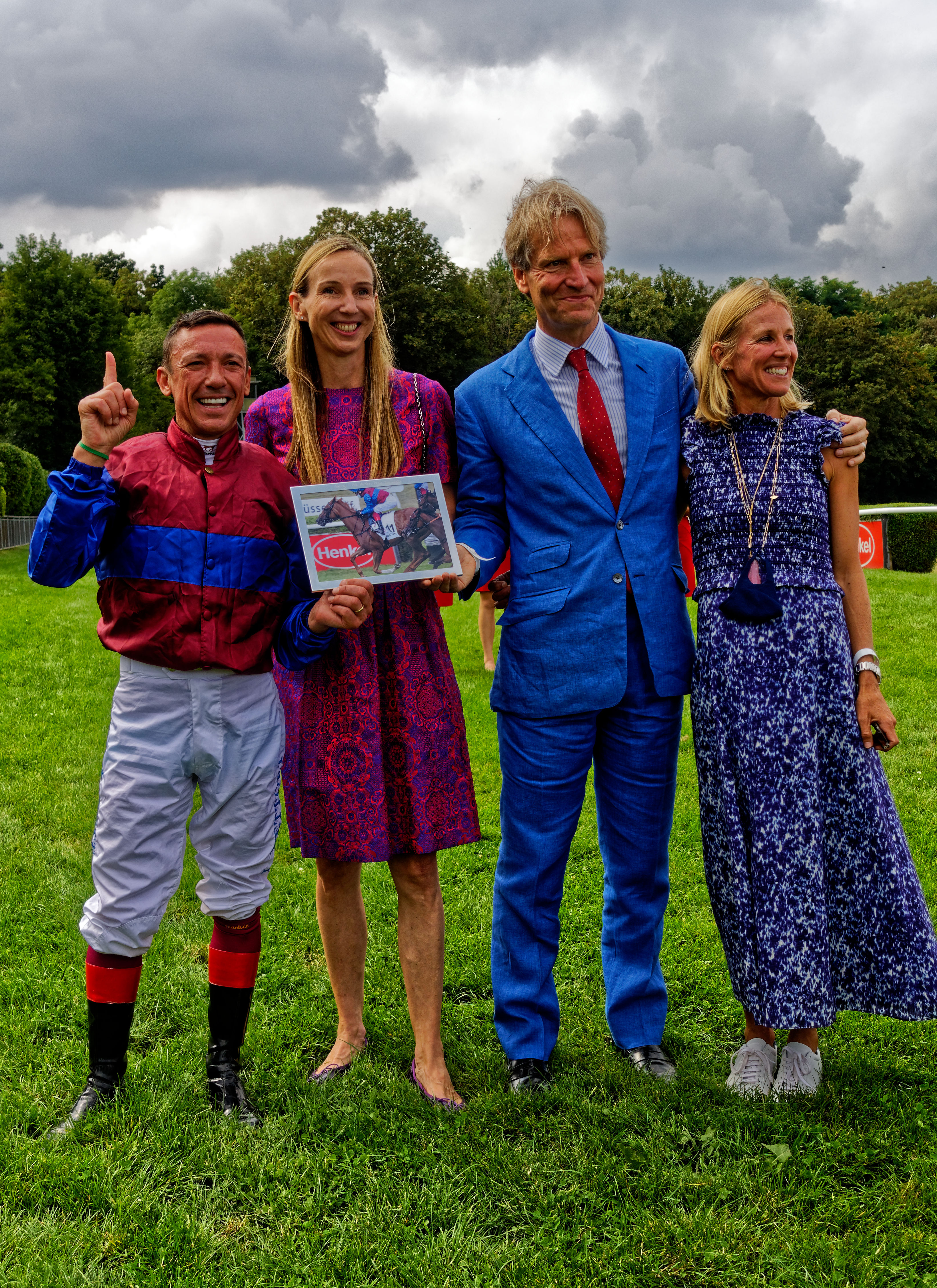
Georg und Emily von Opel, die Besitzer der Siegerin, zusammen mit Henkel-Chefin Simone Bagel-Trah und Jockey Frankie Dettori
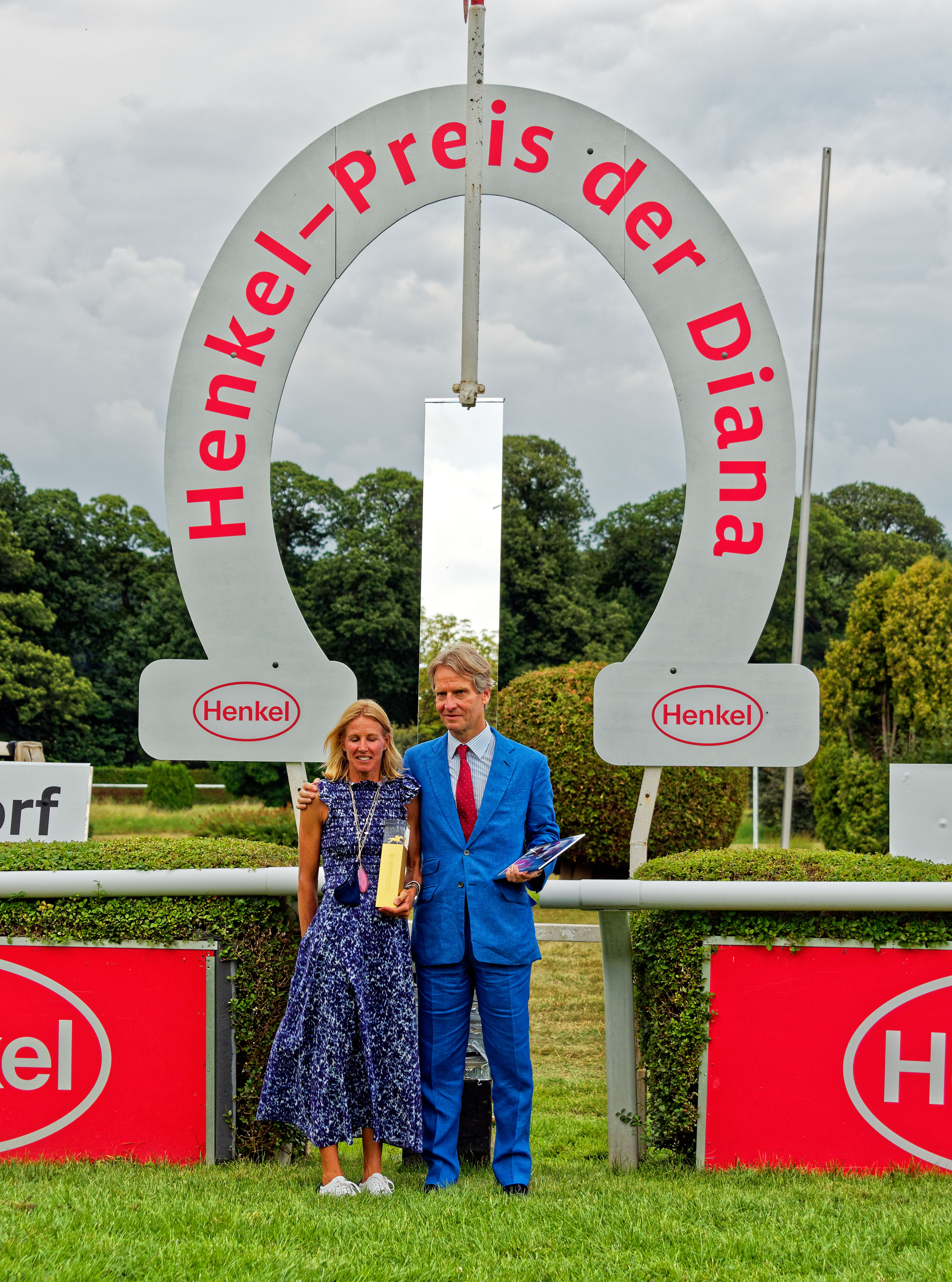
Emily und Georg von Opel, die Besitzer der Siegerin, vor dem Zielpfosten
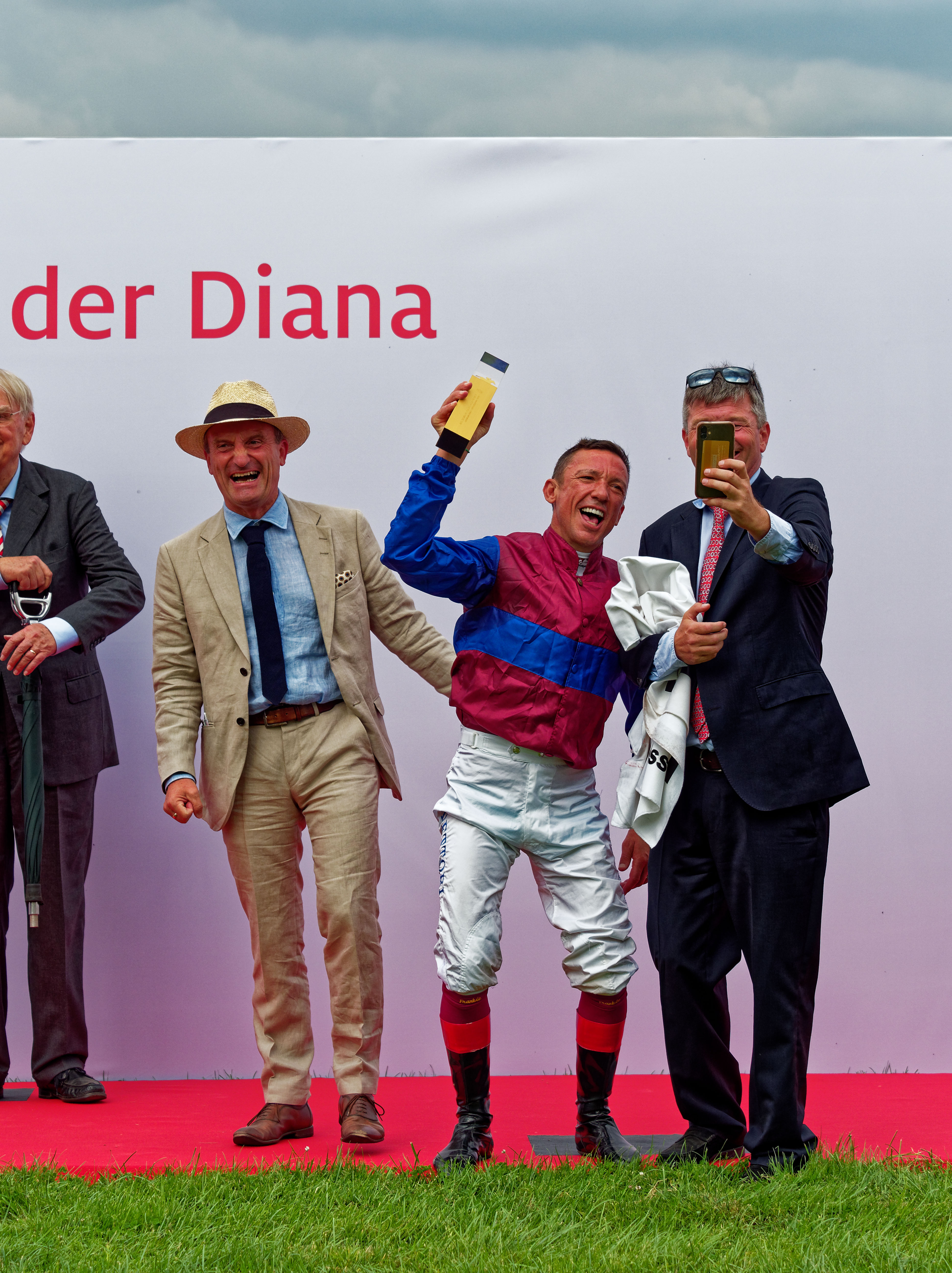
Frankie Dettori beim Selfie während der Siegerehrung